# Tudor Gavril Dunca
Tudor Gavril Dunca (* 20. Oktober 1951 in Sighetu Marmației) ist ein rumänischer Politiker der PNȚCD, der ehemalige Botschafter Rumäniens in Deutschland, ehemaliger Parteivorsitzender der PNȚCD des Kreises Maramureș und Elektroingenieur.

## Leben
Dunca studierte von 1970 bis 1975 Elektroingenieurwesen an der Polytechnischen Universität Bukarest.
1992 und 1996 wurde er jeweils für vier Jahre für Partidul Național Țărănesc Creștin Democrat (PNȚCD) auf der Liste der Convenția Democrată Română ins Unterhaus des rumänischen Parlaments gewählt. Im Jahr 1995 wurde Dunca zum Vorsitzenden der PNȚCD des Kreises Maramureș ernannt. Allerdings gab Dunca sein Mandat am 2. September 1997 auf, da Emil Constantinescu ihn als Rumänischen Botschafter in Deutschland in der Amtszeit der damaligen Bundespräsidenten Roman Herzog und Johannes Rau einsetzte. Dunca legte sein Mandat nieder und sein Platz im Parlament wurde durch Vasile Berci neu besetzt. Ebenfalls trat er vom Parteivorsitz zurück. Insgesamt mehr als drei Jahre, vom 26. August 1997 bis zum 5. Dezember 2000, war Tudor Dunca der Botschafter Rumäniens in Deutschland.
Nach Beendigung der Botschaftertätigkeit ließ er sich in den Vereinigten Staaten, in San José, nieder und arbeitet als Elektroingenieur für ein großes Unternehmen im Silicon Valley.
Er spricht Deutsch, Englisch, Französisch und Rumänisch.